# Gymnoscelis inexpressa
Gymnoscelis inexpressa är en fjärilsart som beskrevs av Louis Beethoven Prout 1923. Gymnoscelis inexpressa ingår i släktet Gymnoscelis och familjen mätare. Inga underarter finns listade i Catalogue of Life.